# Bog si ga drka na nas
Bog si ga drka na nas je antološka pesniška zbirka neuveljavljenih slovenskih pesnic in pesnikov. Izšla je leta 2022 pri založbi Črna skrinjica, ki deluje v okviru Literarnega društva IA Dejana Kobana. Zbirko sta uredila pesnika Lenart Sušnik in Vid Karlovšek na pobudo Igorja Divjaka, urednika spletnega portala Vrabec Anarhist.

## Ozadje
Zbirka je bila deležna medijske pozornosti po tem, ko se je Društvo slovenskih pisateljev opredelilo, da je v nasprotju s prvotnimi nameni ne namerava izdati, kot razlog pa je navedlo sporni naslov zbirke.

## Avtorji
Avtorji in avtorice pesmi v antologiji so sledeči:
- Lara Božak
- Nejka Jevšek
- Vid Karlovšek
- Hannah Koselj Marušič
- Urša Majcen
- Hana Meško
- Martin Mikolič
- Nela Poberžnik
- Lara Pustinek Miočić
- Lenart Sušnik
- Pavla Zabret

## Seznam sklicev
1. ↑  Rebolj, Dušan (7. oktober 2022). »O nelagodju ob nemarnih omembah boga«. Delo. Pridobljeno 29. decembra 2022.
2. ↑  Paukovič, Lara (9. september 2022). »Nespodobni bog«. Mladina. Pridobljeno 29. decembra 2022.